# Grüntenhaus

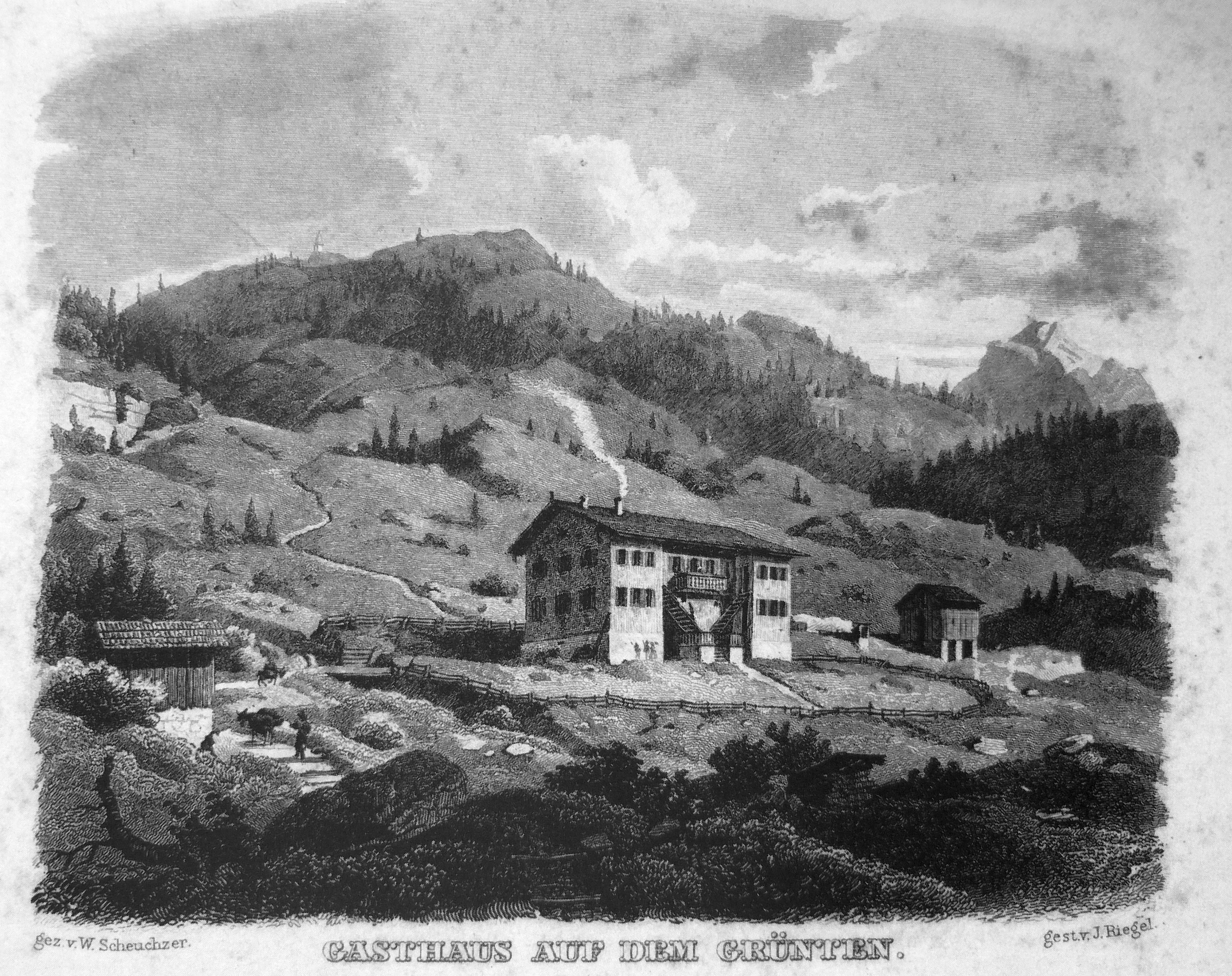
Das "Gasthaus auf dem Grünten", um 1880

Das Grüntenhaus war das erste Hotel in den Allgäuer Alpen. Heute ist es ein Berggasthaus mit Hüttencharakter. Das Bauwerk liegt in einer Höhe von 1535 Metern auf dem Grünten, der wegen seiner Lage, die einen weiten Blick auf das Allgäu bietet, für das Hotel ausgewählt wurde.

## Geschichte
Auf einer Reise in die Schweiz wurde Carl Hirnbein, ein Unternehmer aus Wilhams im Allgäu, auf die Möglichkeiten touristischer Nutzung der Bergwelt aufmerksam. Er berichtete am 30. Juli 1842 seiner Frau von einem Besuch auf der Rigi, wo schon zu dieser Zeit sechs Gasthäuser oder Hotels existierten, und dem Menschenandrang auf dem Berggipfel und kaufte zehn Jahre später sowohl die Alpe Gund in der Grüntenmulde als auch die Alpfläche Schartenschwand. 1853 wurde mit dem Bau eines Gasthauses im „Gebirgsstyle“ nach den Plänen eines Kemptener Architekten auf der Alpfläche oberhalb Burgbergs begonnen.

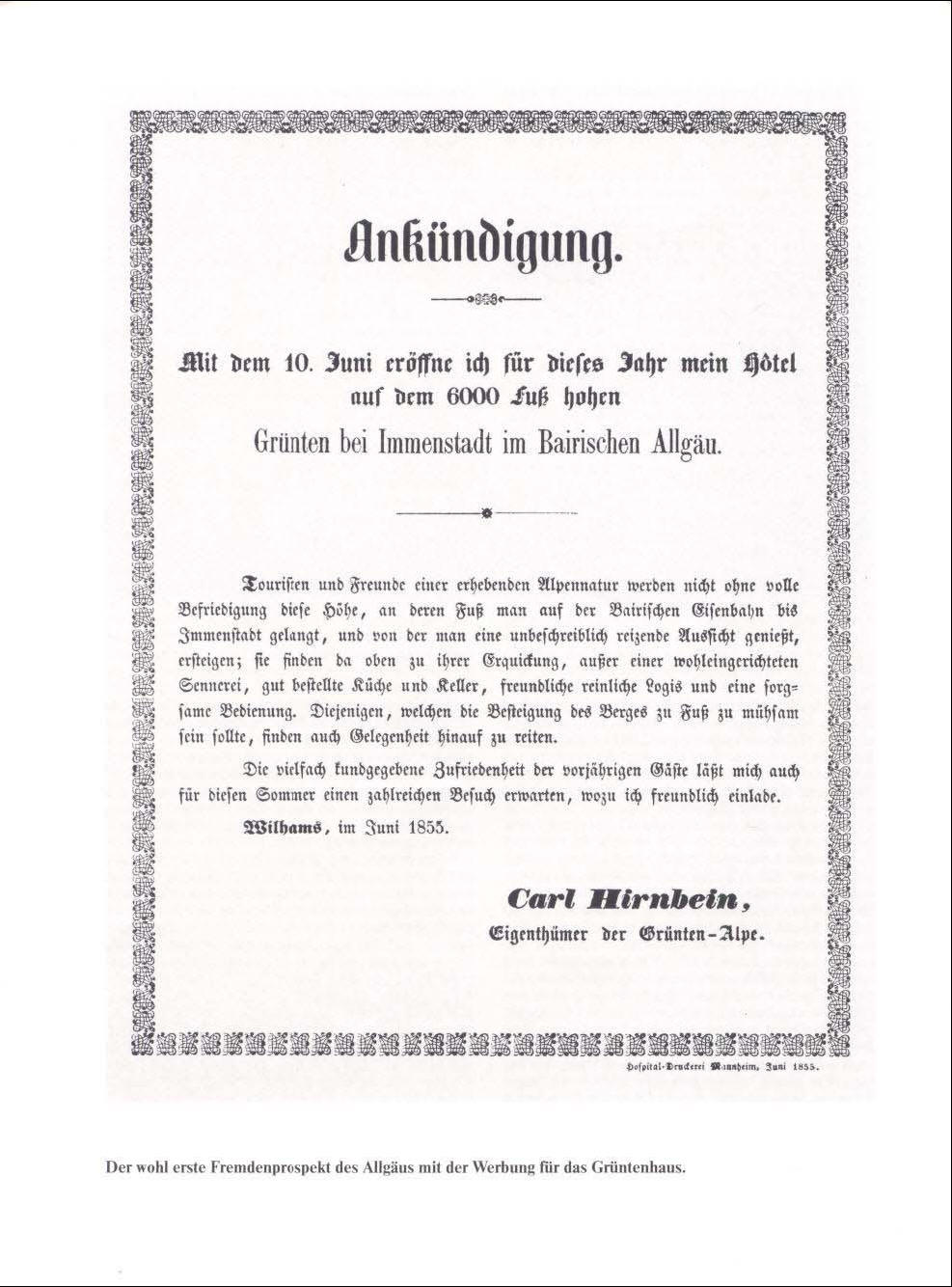
Ankündigung der offiziellen Eröffnung

Während die Steine für das Fundament vor Ort gebrochen werden konnten, mussten die restlichen Baumaterialien mit Trägern und Tragtieren zur Baustelle geschafft werden. 30 Arbeitskräfte waren unter der Leitung des Maurermeisters Schwarz aus Immenstadt im Allgäu von Mai bis September 1853 dort beschäftigt. Errichtet wurden außer der Restauration mit Übernachtungsmöglichkeiten für etwa 18 Gäste auch Stallgebäude und eine Käserei. Auf der Hochwarthe, dem heutigen Standort des Grüntensenders, wurde auch ein Pavillon gebaut. Während die Fundamente des Hotels und die Stallungen in Massivbauweise errichtet wurden, verwendete man für den Rest der Bauwerke Ziegelsteine. Im September 1853 richtete Zimmermann Ignaz Jäck aus Immenstadt den Dachstuhl auf. 1854 wurde außerdem der bestehende schmale Fußpfad von Burgberg auf den Grünten zu einem Weg ausgebaut, auf dem man auch reiten konnte. Grunderwerb und Inventar kosteten Carl Hirnbein etwa 15.000 Gulden.
In der Mitte des Jahres 1854 konnte das Grüntenhaus, das über einen Speisesaal sowie neun Fremdenzimmer und einen Schlafsaal im Dachstock verfügte, eröffnet werden. Zur Bewirtung der Gäste standen unter anderem Bier, Wein, Selterswasser und Champagner zur Verfügung. In der Sennerei begann man mit der Produktion von Limburger Käse. Kulturellen Bedürfnissen der Gäste wurde durch Anschaffung einer Gitarre und Einrichtung einer kleinen Bibliothek Rechnung getragen. Souvenirs in Form von Büchern und Stahlstichen konnten ebenfalls im Hotel erworben werden.
Die ersten Gäste, Mitglieder der Bürger-Sänger-Zunft München, trafen am 15. Juni 1854 ein. Obwohl also schon im Sommer 1854 das Grüntenhaus als Restaurant und Hotel betrieben wurde, fand die offizielle Eröffnung erst am 10. Juni 1855 statt. Hirnbein warb auf einem Flugblatt unter anderem mit dem bequemen Eisenbahnanschluss in Immenstadt, der „unbeschreiblich reizende[n] Aussicht“, der „wohleingerichteten Sennerei“ – die Alpe Gund wurde damals von etwa 26 Kühen beweidet – sowie den kulinarischen Vorzügen und dem Service seines Hauses. Hirnbein beschäftigte nicht nur einen Ober- und einen Untersenn, einen Wächter für den Winter, Köchin und Kellnerin, sondern richtete bald beim Grüntenhaus auch eine Hilfspoststelle ein.
Um Gäste zu gewinnen, ließ er in verschiedenen Zeitungen Annoncen erscheinen. Von Anfang an wandte er sich nicht nur an Wanderer und Bergsteiger, sondern sorgte auch für die Gelegenheit, von Burgberg aus auf den Grünten zu reiten. Zu diesem Zweck importierte er vier Maultiere aus Savoyen und stellte einen Eseltreiber ein. Ferner bot er die Möglichkeit, eine Molkenkur durchzuführen, an.
Hirnbeins Konzept eines eher bürgerlichen Hotels wurde später nicht weiterverfolgt. Das Grüntenhaus existiert noch, wird aber als Berggasthaus mit Hüttencharakter geführt. Es bietet heute nur noch eine Gastwirtschaft und fünf Mehrbettzimmer für Wanderer.

## Lage

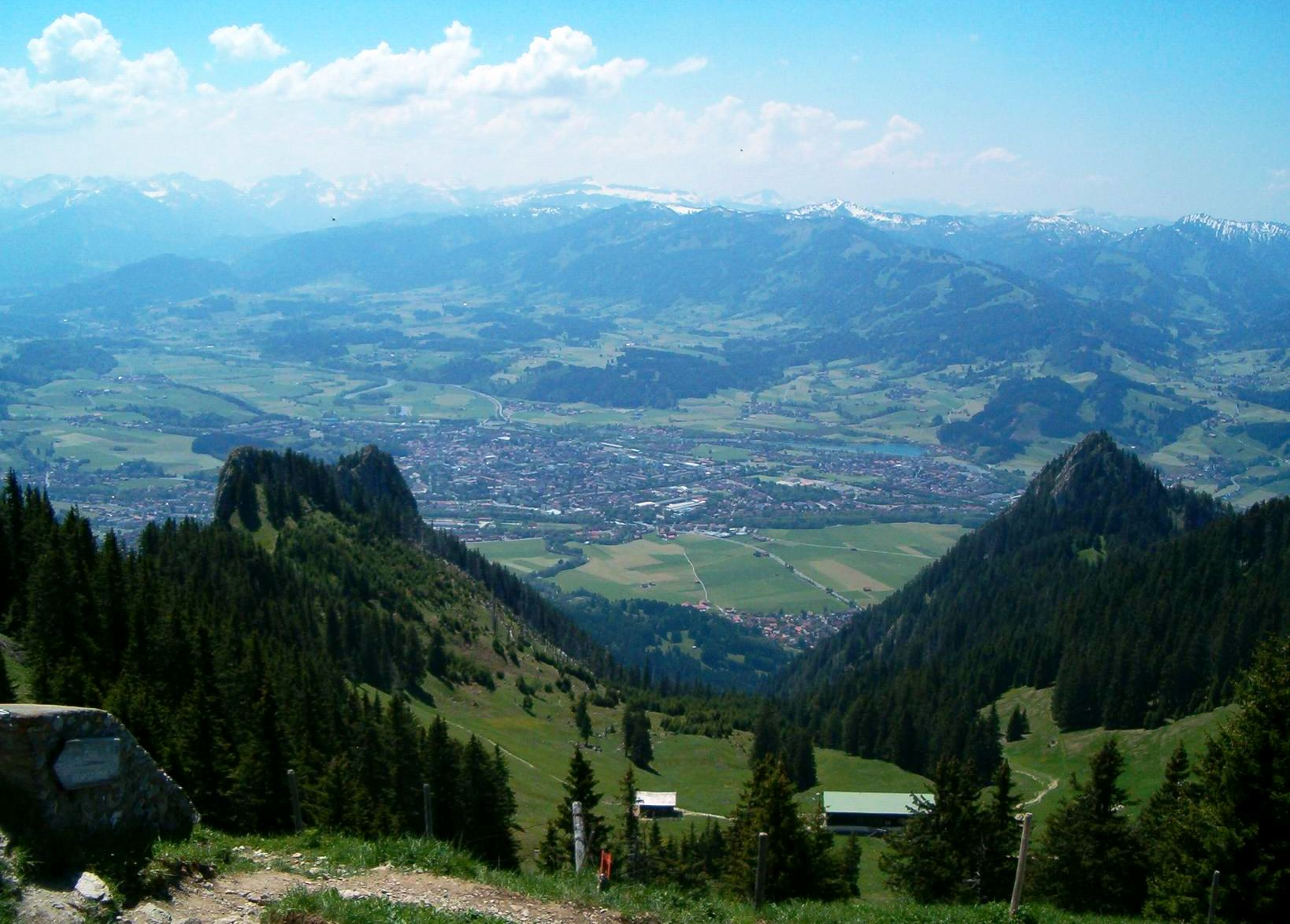
Blick vom Grüntengipfelbereich nach Süden zum Grüntenhaus (Bildrand unten).

Erreichbar ist das Grüntenhaus für Wanderer von verschiedenen Startpunkten aus. Von der Bergstation der Grüntenseilbahn, die in Rettenberg startet, kann das Grüntenhaus zu Fuß in etwa 20 Minuten erreicht werden. Ein Antrag auf den Bau einer Straße zum Grüntenhaus durch den Betreiber wurde unter anderem aus Gründen des Umweltschutzes abgelehnt.

## Gäste
Zu den prominentesten Kurgästen gehörte Karl Brater, der die Süddeutsche Zeitung ins Leben gerufen hatte. Über dessen Aufenthalt – die Mitglieder der Familie Brater waren wohl die ersten Gäste, die längere Zeit im Grüntenhaus Quartier nahmen – berichtete Agnes Sapper in ihrem Werk Frau Pauline Brater – Lebensbild einer deutschen Frau.
Ein weiterer häufiger Gast im Grüntenhaus war der bayerische Politiker Joseph Völk, dem zu Ehren im Jahr 1884 eine große Gedenkfeier auf dem Grüntenhaus abgehalten wurde.